# Símbolos de El Carmen de Viboral
Los Símbolos de El Carmen de Viboral, son el emblema representativo de este municipio del departamento colombiano de Antioquia. La imagen de estos símbolos estás representados por el escudo de armas de la ciudad de El Carmen de Viboral; otro símbolo de la ciudad es la bandera municipal.

## Escudo
El escudo de Armas de El Carmen de Viboral es el emblema heráldico que representa al municipio. El cuerpo del escudo tiene forma de cruz como firmeza en la fe religiosa; un escapulario de la Virgen del Carmen como devoción a la Patrona; una cruz dorada sobre fondo rojo para enfatizar la fe religiosa; una estrella dorada sobre el fondo verde, símbolo del sentimiento patriótico; herramientas de trabajo sobre fondo verde, reconocimiento a los campesinos por su vocación agrícola y amor a la tierra; cafetera dorada sobre plato dorado, en fondo rojo, homenaje a los ceramistas por su osadía para desarrollar la bella industria del barro.

### Significado de Colores
- Café: Amor a la Virgen del Carmen
- Amarillo: Oro y riqueza más espiritual que material.
- Rojo: Valentía, ardor patriótico.
- Verde: Esperanza.[3]

### Galería

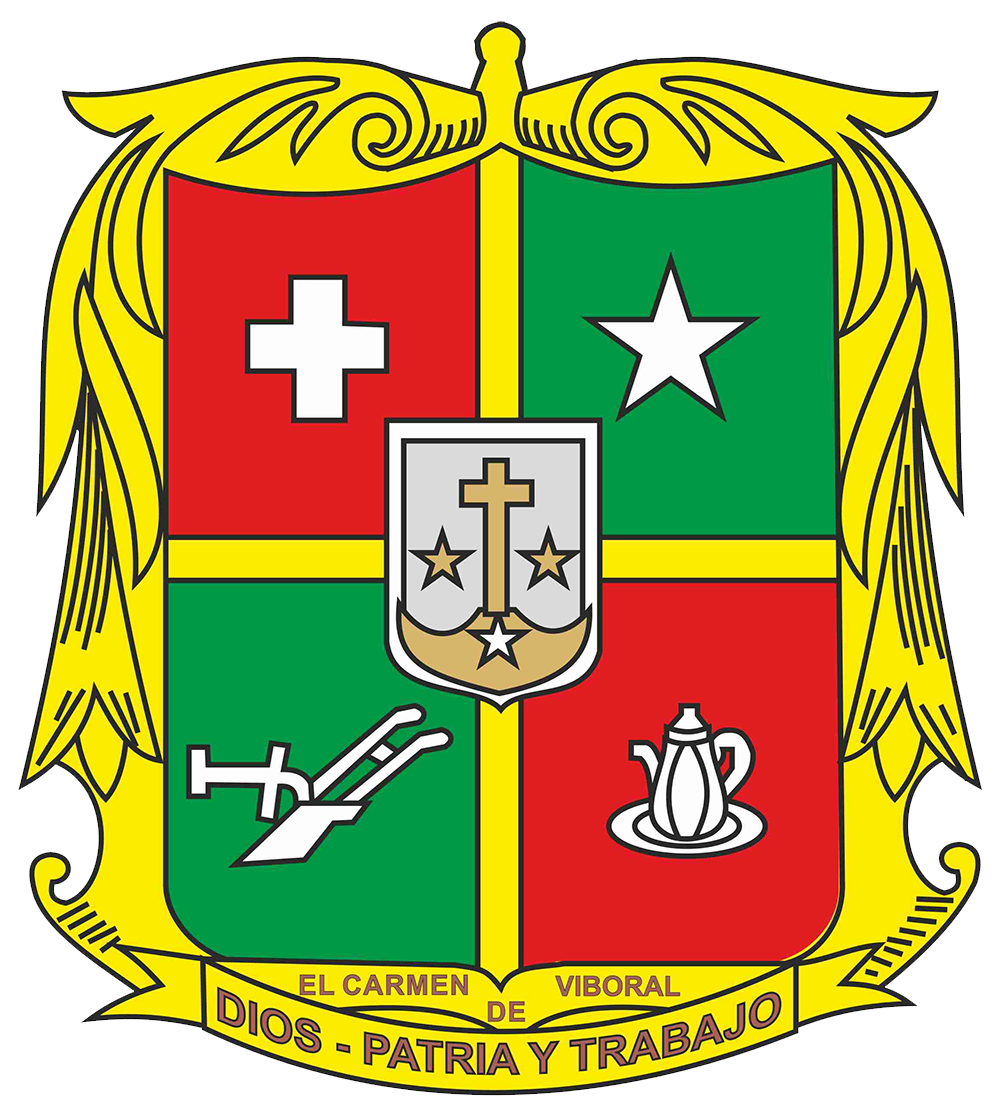
Escudo de armas.

## Bandera
La bandera del Municipio de El Carmen de Viboral consiste en tres franjas dos blancas, una arriba y la otra abajo; en el medio, una de color café de un tamaño igual a la suma de las otras dos.
El significado de los colores es el siguiente:
- Las franjas blancas: Pureza, integridad, obediencia, vigilancia, firmeza, elocuencia, vencimiento, inocencia, blancura y virginidad.
- La franja café: Fervor de los carmelitanos a su patrona la Virgen del Carmen, en cuyo honor se adoptaron los colores. (No se debe confundir la Bandera Municipal, explicada antes, con la Bandera de la Virgen que sólo tiene dos franjas: blanca arriba y café abajo).[4]

### Historia
La bandera de El Carmen de Viboral fue adoptada en 1961 en las bodas de oro del Colegio Nuestra Señora del Carmen.

## Himno
CORO

De emociones el alma se abrasa al cantar de mi tierra en loor;
 
son tus hijos un himno a la raza y tu limo, riquezas en flor!

recostada entre alegres colinas, inundada por rayos de sol,

es El Carmen la perla azulina que el oriente embrujado guardó!

ESTROFA I
 
De procero linaje que tu estirpe revive,
  
en ti España conserva su hidalguía y valor;
 
y cual noble bagaje que en tu pueblo convive,
 
Fe y Trabajo preservan la virtud y el honor!

ESTROFA II
 
Es la fuerza que altiva lleva viva en tu entraña,
 
la virtud de una raza que no vio esclavitud! nunca fuiste cautiva,
 
ni te holló planta extraña!
 
Libertad fue la gracia que esforzó tu virtud!

ESTROFA III
 
Como altares que plantan de lo autóctono y primo,
 
monumentos que encierran tu oración al creador,
 
tus cerámicas cantan entre aromas de limo,
 
la canción de la tierra a la dura labor!”

ESTROFA IV
 
Dios y patria han formado en fecundo binomio la quietud de tu pueblo,
 
su apacible vivir! y es la paz el legado que cual fiel patrimonio deja intacto el abuelo que se aleja al morir!

ESTROFA V
 
Que tus hijos sintamos corazones que vibren con orgullo sincero con afecto filial!
 
Viva El Carmen! Digamos,
 
y que el sol de los libres siempre alumbre el sendero de tu senda inmortal!